# Die Kurve
Die Kurve ist eine Farce von Tankred Dorst, die am 23. März  1960 unter der Regie von Hansjörg Utzerath in den Kammerspielen des Theaters Lübeck uraufgeführt wurde.

## Inhalt
Rudolf und sein Bruder Anton leben in einer „bescheiden-behaglichen Hütte“ am Fuße eines Felsens. Neben der abgelegenen Behausung haben sie einen privaten Friedhof angelegt. Den Lebensunterhalt verdient Rudolf. Er hat sich das Instandsetzen demolierter PKW autodidaktisch angeeignet. Anton hingegen hat studiert und schreibt Leichenreden. Besonders bei sonniger Witterung haben die Brüder viel zu tun. Auf den Berg mit dem genannten „steil aufsteigenden, zerklüfteten Felsen“ führt eine Serpentine. Die kritische Kurve, ganz nahe beim Felsen, nimmt mancher Kraftfahrer mehr oder weniger regelwidrig. Überhöhte Geschwindigkeit auf der schmalen Fahrstraße bzw. die blendende Sonne mögen Ursachen sein.
Gerade als sich die Brüder vor ihrer Hütte sonnen und sich über die vielen vergeblichen „Eingaben an das Ministerium für Straßenbau“ entrüsten, die Anton eigenhändig geschrieben hat, stürzt schon wieder ein PKW „den Felsen herunter“. Rudolf macht sich an seine Arbeit. Anton zieht den augenscheinlich toten Fahrer an den Füßen aus dem Wrack und wirft einen Blick in die Papiere des Unglücklichen. Der verheiratete Ministerialdirigent Dr. jur. Erich Kriegbaum hat die Kurve nicht geschafft. Aber der vermeintlich Tote schlägt die Augen auf und findet die Sprache wieder. Kriegbaum – so stellt sich heraus – kommt wegen der vielen handschriftlichen Eingaben Antons vorbei. Diese betreffen sämtlich die lebensgefährliche Kurve oben dicht unterm Grat. Der Ministerialdirigent räumt ein, an und für sich habe er bis dato Handschriftliches aus der Bevölkerung durchweg auf die leichte Schulter genommen. Nun aber, durch Schaden klug geworden, entwirft er vor den staunenden Brüdern einen großzügigen Ausbau der Bergstraße – mit allen verkehrssichernden Schikanen.
Anton ist nicht begeistert. Kriegbaum müsse sich schonen. Sicherheitshalber notiert sich Anton den Namen des Nachfolgers des Ministerialdirigenten: Dr. Kirstein. Der Leichenredenschreiber Anton wühlt in der Aktentasche des verunfallten Beamten und fördert genug Details für seine nächste Rede zutage. Kriegbaum dürfe nicht „entkommen“, meint Anton. Der kräftig zupackende „Autoschlosser“ Rudolf verhindert die Flucht des unangemeldeten Besuchs. Der Ministerialdirigent wollte ohnehin für die Autoreparatur 500 Mark weniger zahlen, als ein vorliegendes Angebot von dritter Stelle den Brüdern verspricht. Anton nimmt Kriegbaums Taschenmesser und ersticht den Besitzer. Nach der Beerdigung ist die nächste handschriftliche Eingabe fällig. Diesmal an die Adresse von Dr. Kirstein.

## Adaptionen
- 22. Juli 1961, ARD: TV-Film von Peter Zadek mit Gernot Duda als Rudolf, Klaus Kinski als Anton und Helmut Qualtinger als Dr. Kriegbaum.[2]
- 1987, Radio SRF 1: Hörspiel von Rainer Zur Linde mit Klaus Degenhardt als Anton, Jupp Saile als Rudolf und Wolfgang Schwarz als Dr. Kriegbaum.[3]
- 2003, BR: TV-Film von Felix Fuchssteiner mit Frank Giering als Anton und Michael Schenk als Rudolf.[4]